# Petromyscus
Petromyscus (Thomas, 1926) è un genere di Roditori della famiglia dei Nesomiidi, unico membro della sottofamiglia Petromyscinae, comunemente noti come topi delle rocce.

## Descrizione

### Dimensioni
Al genere Petromyscus appartengono roditori di piccole dimensioni, con lunghezza della testa e del corpo tra 70 e 112 mm, la lunghezza della coda tra 80 e 103 mm e un peso fino a 20 g.

### Caratteristiche craniche e dentarie
Il cranio presenta un rostro lungo e sottile, una scatola cranica larga e appiattita e una costrizione infra-orbitale larga e liscia, mentre il fori infra-orbitali non sono particolarmente ingranditi. La bolla timpanica è relativamente rigonfia, il palato è lungo e largo ed è provvisto di due fori lunghi. I molari sono brachiodonti, ovvero con una corona bassa, hanno le cuspidi ben sviluppate, quelli superiori hanno tre radici mentre quelli inferiori ne hanno due. Gli incisivi superiori invece sono lisci e fortemente opistodonti, ovvero con le punte rivolte verso l'interno. 
Sono caratterizzati dalla seguente formula dentaria:

### Aspetto
Il corpo è tozzo con una testa piccola, orecchie grandi e arti relativamente corti. La pelliccia è lunga, soffice e setosa. Le zampe anteriori hanno 4 dita. I piedi sono corti e larghi, provvisti di cinque dita, con il quinto allungato e tutti muniti di artigli, la pianta è priva di peli eccetto il tallone. La coda è di lunghezza variabile ed è ricoperta di piccoli peli. Le femmine hanno 2 o 3 paia di mammelle.

## Distribuzione e habitat
Sono roditori rupicoli diffusi nelle regioni aride dominate da grandi ammassi rocciosi dell'Africa meridionale.

## Tassonomia
Il genere comprende 4 specie:
- Coda più corta della testa e del corpo.
  - Petromyscus monticularis
- Coda più lunga della testa e del corpo.
  - Le femmine hanno 2 paia di mammelle inguinali. 
    - Petromyscus barbouri
    - Petromyscus shortridgei

  - Le femmine hanno un paio di mammelle post-ascellari e 2 paia di mammelle inguinali. 
    - Petromyscus collinus